# Ada (Ghana)
Pour les articles homonymes, voir Ada.
Ada ou Ada-Foah est une ville dans l'est du Ghana, située sur la côte de l'océan Atlantique à l'est d'Accra, sur l'estuaire du fleuve Volta. Elle est connue pour ses plages et pour les sports nautiques. Elle se compose de trois villages très éloignés : Big Ada, Ada Foah et Ada Kasseh.

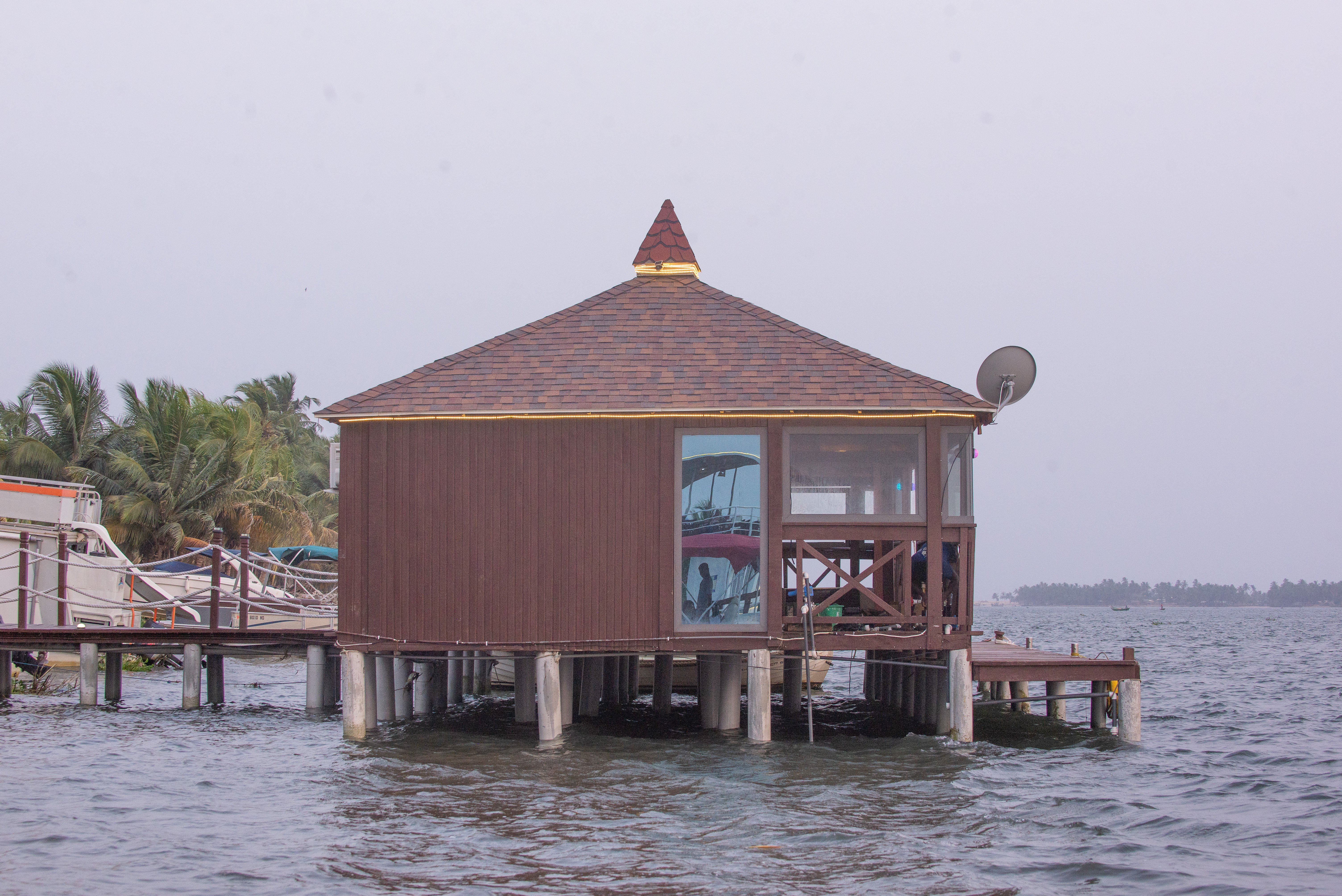
Maison sur pilotis.

En 1992, en reconnaissance de son travail humanitaire, Isaac Hayes a été couronné roi d'honneur de l'arrondissement.